# Ambasciata del Canada in Svizzera
L'Ambasciata del Canada in Svizzera è la missione diplomatica del Canada presso la Confederazione Elvetica. Essa è accreditata anche nel Principato del Liechtenstein.
La sede è a Berna, in Kirchenfeldstrasse, 88.

## Altre sedi diplomatiche del Canada in Svizzera
Il Canada possiede anche un consolato a Ginevra, con giurisdizione sul cantone omonimo.